# Nu à l'écharpe blanche
Nu à l'écharpe blanche est un tableau réalisé par le peintre français Henri Matisse au printemps 1909 à Paris. Cette huile sur toile représente une femme nue partiellement voilée par une longue écharpe blanche. Elle est conservée au Statens Museum for Kunst, à Copenhague, au Danemark.
La peinture apparaît dans L'Atelier rose et L'Atelier rouge, deux toiles que Matisse réalise en 1911 et qui représentent son nouvel atelier à Issy-les-Moulineaux, décoré de plusieurs peintures antérieures encore en sa possession.

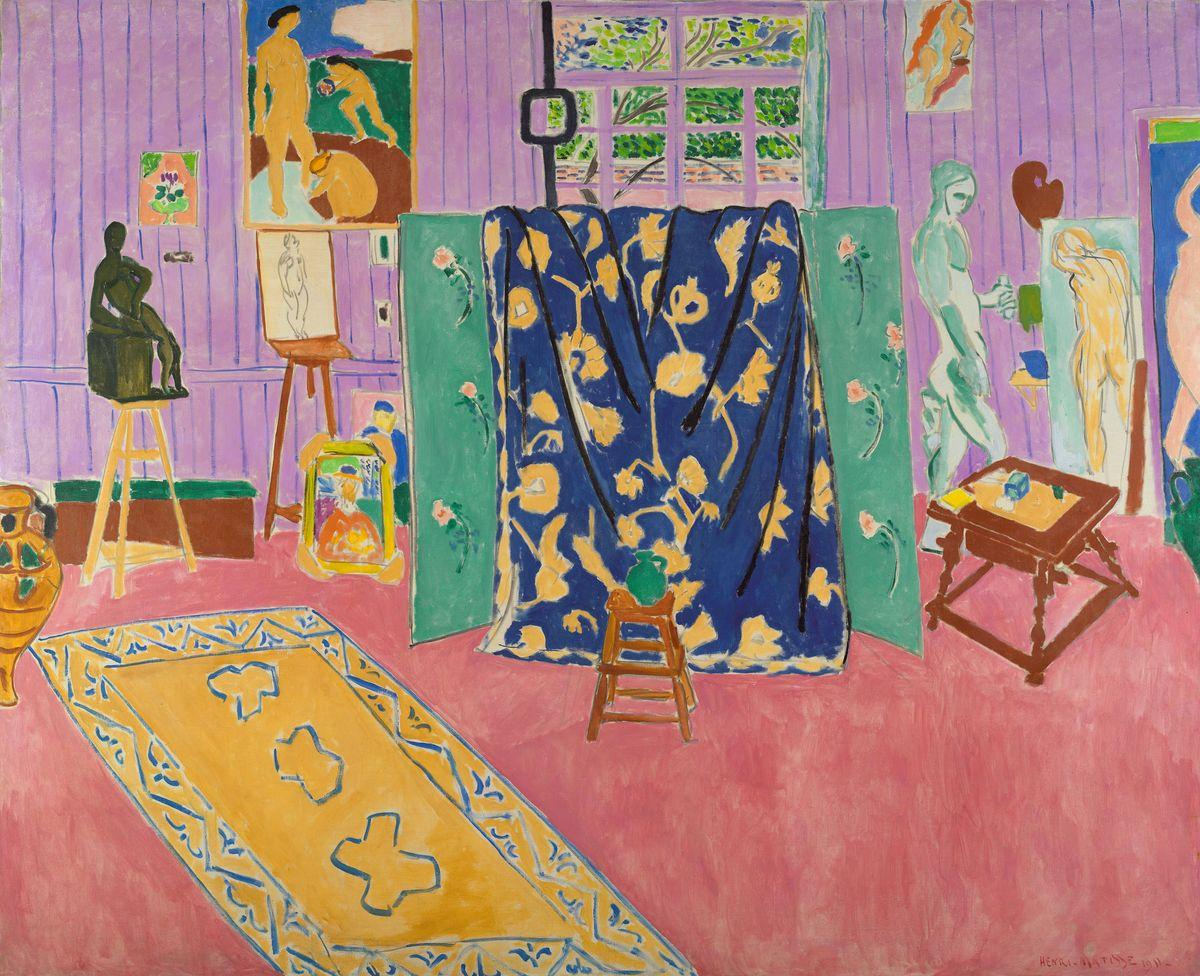
L'Atelier rose, 1911 – Musée des Beaux-Arts Pouchkine, Moscou.
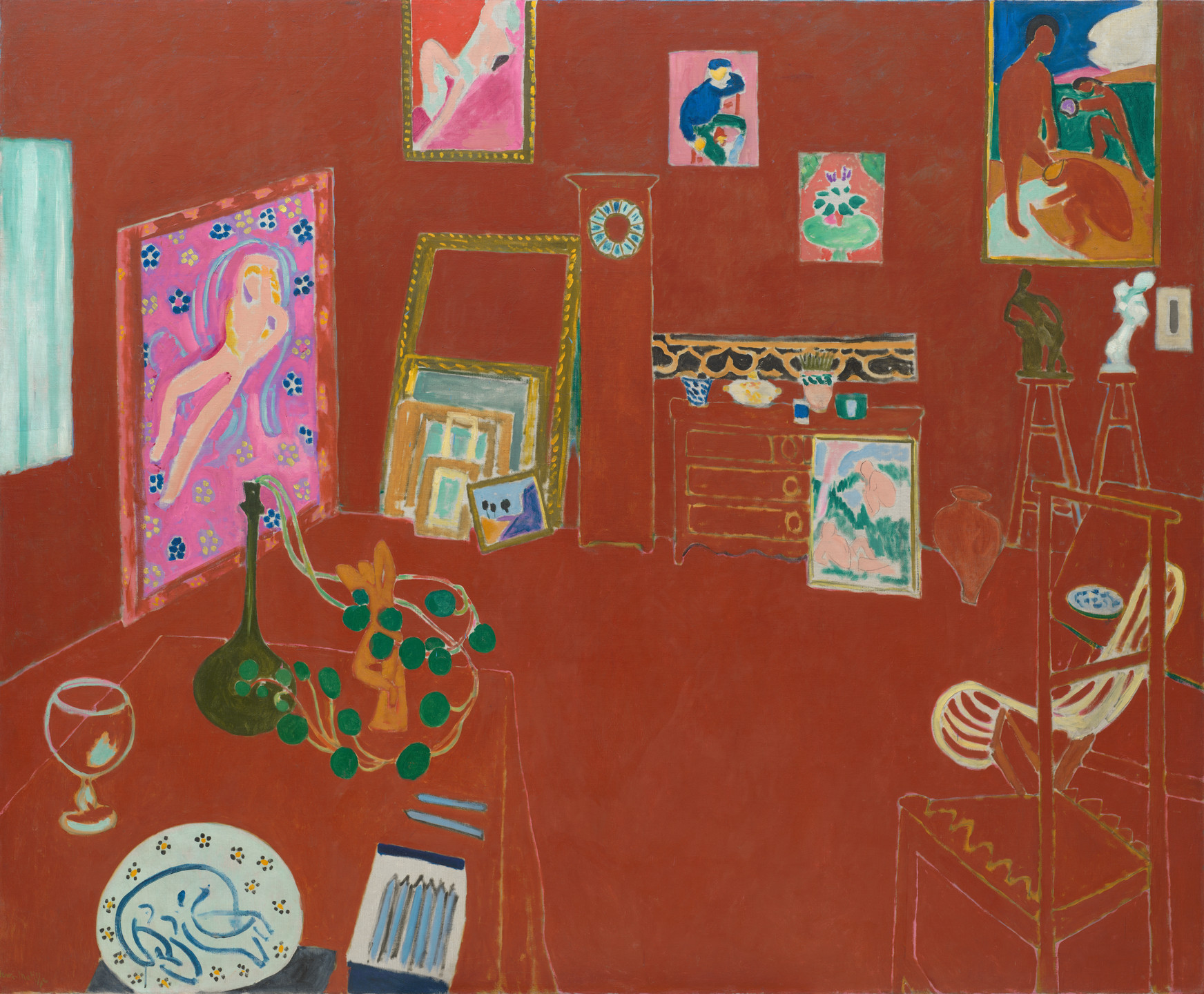
L'Atelier rouge, 1911 – Museum of Modern Art, New York.